# Alfa 2-antiplasmina

Imagen simplificada del proceso de fibrinolisis. Las flechas azules indican activación, mientras que las flechas rojas indican inhibición.

La alfa 2-antiplasmina (α2-antiplasmina o inhibidor de la plasmina) es una glucoproteína de cadena simple que pertenece a la familia de las serinas. Funciona como serina proteasa inhibitora, una enzima que inactiva a la plasmina (proteína que interviene en el proceso de la coagulación), aunque esta no es su única función puesto que puede producir también la inhibición de la quimotripsina (situándose el lugar de unión entre los aminoácidos 404 y 405) y a la tripsina. Su acción enzimática es vital en el proceso de fibrinolisis y en la degradación de otras proteínas. El gen que codifica a la α2-antiplasmina es conocida como HGNC SERPINF2 .
La inhibición de la plasmina se realiza mediante la creación de un complejo entre las dos proteínas (complejo PAP), unión que se realiza en dos pasos: en primer lugar se da la interacción entre la parte C-terminal de la alfa 2-antiplasmina y la plasmina (la interacción principal se da entre las lisinas de la antiplasmina y los distintos dominios de la plasmina); procediéndose después a la unión entre el aminoácido 376 de la alfa 2-antiplasmina, que forma parte de su centro activo, y el 741 de la plasmina (unión entre una arginina y una serina). En caso de que la concentración de la plasmina sea muy elevada, otra proteína, la alfa 2-macroglobulina, cumple la misma función uniéndose a la plasmina para inhibirla. Durante la formación de coágulos la alfa 2-antiplasmina puede unirse también de manera directa a la plasmina para inhibirla, este proceso se realiza con la mediación del factor XIII de coagulación y los enlaces se dan entre el aminoácido 14 de la alfa 2-antiplasmina y el 303 de la plasmina.
La alfa 2-antiplasmina es secretada principalmente por el hígado pero, en investigaciones recientes, se ha descubierto que su secreción puede darse en otros lugares como por ejemplo en el sistema nervioso central, en los riñones o en el intestino. Una vez generada es expulsada al plasma, ya que se trata de una proteína extracelular.
Debido a su papel en la coagulación, cualquier alteración de su estructura o un cambio en su presencia (exceso o deficiencia) puede producir graves problemas como desórdenes del sangrado o trombóticos, etc. En casos muy infrecuentes, aparece una deficiencia de α2-antiplasmina. La inhibición anormal de la α2-antiplasmina conlleva a una tendencia al sangrado.
La α2-antiplasmina interactúa con la plasmina y la proteína elastasa de neutrófilos.

## Estructura

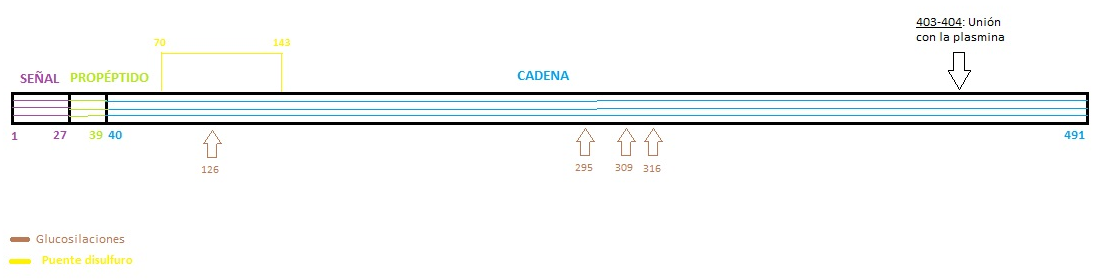
Estructura de la alfa 2-antiplasmina.

La alfa 2-antiplasmina está formada por la unión covalente de 491 aminoácidos. La estructura de esta proteína puede subdividirse en tres secciones: del aminoácido 1 al 27 se encuentra la secuencia señal, del 28 al 39 el propéptido; zona que es eliminada por la acción de la prolil-endopeptidasa FAP, enzima de la familia de las endopeptidasas, dando lugar a la conformación madura de la proteína; y finalmente el resto de la cadena, del aminoácido 40 al 491.
La alfa 2-antiplasmina es una glucoproteína, formada por la unión de glúcidos a la cadena proteica. En su estructura pueden encontrarse N-glucosilaciones en los aminoácidos 126, 295, 209 y 316 donde se da la unión de 4 N-acetilglucosamina a asparaginas. También posee una unión de dos cisteínas en posiciones 70 y 143 mediante un puente disulfuro.
La proteína, en una de sus conformaciones más habituales, tiene una masa de 54,566 Da (Dalton). Su concentración en el plasma sanguíneo es de aproximadamente 70 μg/mL y la cantidad diaria sintetizada unos 2.1 mg/kg. Además, la vida media de la alfa 2-antiplasmina es de unos 2.6 días.

## Función

### Función antifibrolítica
La α2-antiplasmina es un inhibidor de las peptidasas de serina, concretamente se la considera el principal inhibidor de la plasmina. Por tanto, interviene principalmente en el proceso de fibrinólisis, inhibiendo la degradación de las redes de fibrina de los coágulos, de la que es responsable la plasmina. Por tanto, es también un antifibrinolítico.
De esta función son responsables tres dominios funcionales de la α2AP: un primer lugar de anclaje a la plasmina o a su precursor inactivo, el plasminógeno; un centro activo que se une mediante una interacción de tipo covalente a la serina catalítica de la plasmina o de su precursor; y un lugar de unión mediante reticulación a la red de fibrina. De esta manera, la α2AP desarrolla su actividad en el plasma sanguíneo, donde compite para unirse al plasminógeno con la fibrina e inhibe directamente la actividad enzimática de la plasmina al unirse covalentemente a su centro activo. Esto ocurre mediante la formación de un complejo estable entre la enzima y su inhibidor, sea en suspensión en el plasma o en la red de fibrina.

#### Mecanismo de reacción[6]
La formación del complejo plasmina-antiplasmina ocurre en dos pasos:
- Primeramente, seis lisinas del extremo C-terminal de la antiplasmina interaccionan de manera no-covalente con unos motivos de unión a lisina, LBS por sus siglas en inglés (lysine binding sites), los dominios Kringle (1 a 5) de la plasmina. No obstante, según ha revelado la reciente cristalización de las estructuras nativas del plasminógeno, esta unión tan solo ocurriría en su variante Lys, mientras que en su variante Glu la unión sería independiente de los motivos LBS.
- A continuación, se produce la unión covalente entre la arginina en posición 376 de la antiplasmina con el residuo de serina del centro activo de la plasmina. Esta unión implicaría la escisión del centro activo y provocaría un cambio conformacional en la serina.[8]

Esto resulta en la formación de un complejo macromolecular entre ambas proteínas y en la inhibición de la actividad fibrolítica de la plasmina.

### Otras funciones de la α2-antiplasmina
No obstane, la capacidad proteolítica de la plasmina no se limita exclusivamente a la fibrina, sino que tiene la capacidad para hidrolizar la mayoría de proteínas extracelulares y, por tanto, se cree que podría estar implicada en otros procesos biológicos más allá de la degradación de coágulos. Ergo la α2AP podría, como inhibidor de la plasmina, influenciar numerosos procesos en múltiples tejidos, no solamente la sangre.
Asimismo, se ha observado que en el sistema nervioso central la antiplasmina estimula el crecimiento y ramificación de las dendritas en las neuronas situadas en el hipocampo.

## Lugares de síntesis y almacenamiento
Encontramos la mayor parte de la α2AP de nuestro organismo disuelta en el plasma sanguíneo. Dicha antiplasmina en circulación viene sintetizada por el hígado, aunque los riñones también han sido identificados más recientemente como lugares de producción de la proteína. Asimismo, ambos tejidos son, excluyendo a la sangre, los principales lugares de acumulación de α2-antiplasmina en humanos. Sin embargo, estudios con roedores de la subfamilia de los Murinae sugieren que también lo serían músculos, el intestino, el sistema nervioso central y la placenta, lo que reforzaría la idea de que la antiplasmina participa en otros procesos biológicos aparte de la inhibición de la fibrinólisis.

## Regulación
La modificación de los extremos N-terminal y C-terminal de la antiplasmina supone un mecanismo de regulación principal de la actividad de la proteína.
Asimismo, estudios recientes sugieren la regulación hormonal de la explresión de la α2AP por la testosterona. Unos mayores niveles de testosterona comportarían una mayor acumulación de moléculas de ARNm de antiplasmina en los túbulos proximales del riñón; sin embargo, a diferencia del tejido renal, no se ha observado que la acumulación en hepatocitos guarde relación con la cantidad de hormona.

## Anomalías y patologías
En cuanto nos fijamos en la alfa 2-antiplasmina (α2AP) a nivel médico podemos ver que es fácil encontrar diversas patologías relacionadas con esta proteína, ya sea por alguna anomalía congénita o adquirida que modifica el funcionamiento regular de la antiplasmina, la cual cosa nos llevará a ver casos de problemas hepáticos, de coagulación, afecciones cardíacas o incluso enfermedades con un pronóstico mayoritariamente negativo como lo es la amiloidosis. Por otro lado, el descubrimiento de cierta relación entre ciertas enfermedades y las alteraciones en la antiplasmina nos da también una oportunidad de abrir puertas a nuevos tratamientos mediante la regulación de dicha proteína.

### Cardiopatía isquémica
Un caso de afección que se ha podido relacionar a la alfa-dos-antiplasmina es el caso de la cardiopatía isquémica. Así pues, en esta enfermedad cardíaca, se da un proceso de oclusión de las arterias que hacen llegar la sangre al corazón, a causa de acumulaciones de substancias como los lípidos, proceso que conocemos como arteriosclerosis. Partiendo de esta información general, cuando se buscan posibles causantes o agraviantes de dicha enfermedad encontramos factores ya bastante conocidos como el tabaquismo, los niveles altos de colesterol o simplemente el factor que supone tener una edad avanzada. Pero si vamos más allá es fácil de ver que con mucha facilidad, aquellos sistemas de regulación de la circulación estarán afectados cuando se da una cardiopatía isquémica. Dicho esto, encontramos que una proteína como la alfa-2-antiplasmina tiene una gran relación con el funcionamiento del torrente sanguíneo, y que ciertas anomalías en los niveles de esta proteína, pueden comportar desorden de sangrado o incluso derivar en una formación de trombos, cosa que en última instancia puede colaborar a desarrollar una cardiopatía grave.
Al llevar estas suposiciones a la práctica, en casos clínicos; se ha observado que en aquellos pacientes de cardiopatía isquémica, a los que se les trata con dosis de t-PA, una proteína que podemos encontrar en los vasos sanguíneos y que se encarga de disolver trombos; se ha podido observar que en los casos en los que la evolución del paciente era más precaria, se daba a la vez unos niveles de alfa-2-antiplasmina más altos que el resto. Así pues, la antiplasmina reacciona negativamente con el tratamiento con t-PA y contrarresta sus efectos. Conociendo esta información ha aparecido una gran oportunidad para conseguir mejoras clínicas, puesto que se puede regular el nivel de alfa-2-antiplasmina, o incluso inhibir su producción durante los tratamientos de t-PA, lo que le da mayor seguridad a los efectos de esta última para reducir los trombos. Además, al mismo tiempo que esta regulación de la antiplasmina permite redirigir el tratamiento con t-PA hacia los resultados esperados, también se ha observado que, al desactivar la α2AP, se puede observar en los pacientes una menor tasa de mortalidad, así como menos efectos cerebrales colaterales de la cardiopatía isquémica, como son la inflamación y las hemorragias cerebrales.

### Apnea del sueño
Cuando hablamos de cardiopatías a nivel general, extremadamente frecuentes hoy en día, se puede destacar algunos factores de riesgo para estas enfermedades que se conoce perfectamente que provocan o empeoran los síntomas de todas las cardiopatías. Así pues, como ya se ha puntualizado en el apartado concreto de la cardiopatía isquémica, los típicos factores en los que uno se suele fijar, son los hábitos relacionados al tabaquismo o la presencia de un colesterol alto. Pero también resulta que podemos destacar que se ha establecido una relación entre la presencia de apnea del sueño como un factor de riesgo a tener en cuenta por sus efectos agraviantes de los síntomas de las cardiopatías. Así pues, se ha podido observar que en un estudio clínico con pacientes de cardiopatías, aquellos que presentaban el síntoma apnea del sueño, y por lo tanto más posibilidad de empeorar, se les podía medir unos valores de α2AP mucho superiores a los del grupo control, que no padecía de apnea del sueño.
Conocer esta relación nos permite explicar que si la apnea del sueño causa una mayor concentración de α2AP en el organismo lo que causará los efectos mencionados en apartados anteriores referidos a problemas de circulación y la formación de trombos, y por lo tanto queda como un claro factor a considerar en patologías del corazón. De este modo, conociendo todas estas relaciones, podemos establecer unas revisiones médicas para los pacientes de cardiopatías, donde se pueda vigilar más los factores que puedan hacer empeorar mucho la enfermedad.

### Embolia pulmonar
Otro caso grave de cardiopatía que podemos encontrar como una de las principales causas de muerte dentro de este grupo de enfermedades es la embolia pulmonar. Este caso concreto se produce cuando se taponan las arterias pulmonares, generalmente a causa de un trombo. Es una patología peligrosa y cuando se detecta se aplican tratamientos con t-PA, de hecho con r-tPA, su forma recombinada. Así pues, este es otro caso donde el exceso de α2AP llevará al organismo a tener unos niveles de coagulación alterados y aumentará la probabilidad de aparición de trombos.
En este caso el control sobre los niveles de α2AP cobra más importancia que nunca, ya que en primer lugar la detección y el diagnóstico de la embolia pulmonar suele ser complicado de por sí de ver, y además interesa poder regular los niveles de α2AP en estos casos puesto que simplemente la inhibición o reducción de esta proteína sirve como tratamiento con lo cual se puede evitar la inoculación de r-tPA, que puede tener efectos secundarios en cuestiones de sangrado; y no solo eso sino que se ha podido observar mejores resultados clínicos con esta regulación de la α2AP que no con el otro tratamiento basado en la aplicación de r-tPA. Cabe decir que para posibles casos en los que fuese necesario, también se ha podido observar que la α2AP i la r-tPA presentan una considerable sinergia si se inoculan las dos a la vez, lo que permite trabajar con concentraciones pequeñas que no vayan a causar efectos secundarios pero conseguir igualmente un alto nivel de disolución de trombos.

### Mal-plegamiento de proteínas
El plegamiento de proteínas es un proceso vital que se da durante la formación de las mismas, y que si sufre alguna anomalía puede causar inutilización de la función de la proteína afectada, cosa que puede causar la acumulación de fibras amiloides, dando lugar así a algunas enfermedades como el Alzheimer. Así pues, se ha observado que el sistema fibrinolítico es capaz de degradar estos restos amiloides perjudiciales. Así pues, otra vez el correcto control sobre la acción de la α2AP permite una gran ventaja clínica a la hora de enfrentarse a casos como el Alzheimer puesto que su regulación permitirá una mejor eliminación de tejidos amiloides y al mismo tiempo se conseguirá llegar a un mejor rendimiento de plegamiento de proteínas por parte de las chaperonas.